# むかしの国のアリサ
むかしの国のアリサ（むかしのくにのありさ）は、北海道テレビ放送（HTB）の『HTB深夜開拓魂』第18作目として2015年1月15日から同年3月26日まで放送されたバラエティ番組である。略称は「むかアリ」。

## 概要
札幌市出身のモデル・八木アリサが、お笑いコンビのアフ&ヨッシー（アフロンゲ丸山、ヨッシー）とともに8ミリフィルムなど昭和の映像に残された昭和の流行で楽しく遊ぶバラエティ番組。八木にとっては当番組が自身初の冠番組となった。ナレーターはHTBアナウンサーの佐藤良諭が担当。

## 放送リスト
| 回 | 放送日  | サブタイトル                     | 内容・ロケ地 |
| -- | ------- | -------------------------------- | --- |
| 1  | 1月15日 | 巨人帽おしゃれに!                | 巨人帽を使った最新コーディネート提案 |
| 2  | 1月22日 | 登別の地獄谷                     | 大湯沼川天然足湯 |
| 3  | 1月29日 | ニセコの小湯沼                   | ニセコ小湯沼 |
| 4  | 2月5日  | 昭和のお土産の定番 ペナント      | ペナント調査 |
| 5  | 2月12日 | 番組オリジナルペナントを作ろう！ | ノースサファリサッポロにてペナント用写真撮影 |
| 6  | 2月19日 | 昭和の雪あそび                   | フッズスノーエリアにて木ぞり、リュージュ |
| 7  | 2月26日 | 雪遊び対決                       | 富良野市レジャーガイド遊び屋にて スノーバナナボート、スノーカート、スーパースノーチュービング3番勝負                                                |
| 8  | 3月5日  | マリモのリモちゃん               | 阿寒湖にてワカサギ釣り対決、ウチダザリガニ料理 北広島市マルシャン土産用マリモ製作現場                                                               |
| 9  | 3月12日 | クライミング対決                 | クライミングランドのぼのぼにて クライミング・綱渡り・空中ブランコ対決                                                                               |
| 10 | 3月19日 | バブルへGO!?                     | すすきの「ナイトイン21世紀」にて、 シンガーNoriに聞く「ススキノバブル伝説ウソ?ホント??」 バブル気分でリムジンドライブ・駄菓子屋ハロウィンで大人買い |
| 11 | 3月26日 | 偽りの成人式                     | 石狩市厚田区にて偽成人儀式ドッキリ |

- 第6回目のロケ地・フッズスノーエリア（札幌市南区）
- 第8回目のロケ地・阿寒湖

## テーマ曲
- オープニング：フリッパーズ・ギター『恋とマシンガン』
- エンディング：Softly『Maybe〜どうでもいいの〜』

## スタッフ
- ナレーター：佐藤良諭（HTBアナウンサー）
- 企画・プロデュース：窪井響
- 撮影：冨士朝未[注 1]、江谷拓[注 2]
- 音声：佐貫亮太、美水慎吾[注 3]
- スタイリスト：加藤理奈
- ヘアメイク：丸山郁美
- 音効：小﨑悠平
- MA：沢里憲壮
- CG：長谷川卓也
- 美術：山﨑耕司、柴田有弓、加藤千晶
- WEB：HTBポッドキャスト1号
- 協力：BgBee、クロステレビビジョン
- AD：加藤和弥
- ディレクター：竹村光輝、辻崎剛広、海野祐至
- プロデューサー：大畑隼介
- 制作著作：北海道テレビ放送

## その他
- 放送期間中の2015年1月19日～22日、直前放送のミニ番組『キラキラ』（24:45 - 24:50）に八木アリサが登場。第1回放送時のメイキング映像も紹介された。
- 第7回放送時は、日本民間放送連盟による『放送番組の違法配信撲滅キャンペーン』の一環として、番組のオープニングで画面上部に「番組をインターネット上に許諾なく公開することは違法です」というテロップが局送出されていた[2]。
- 第8回は木曜ドラマ『DOCTORS3 最強の名医』最終回放送の為、15分繰り下げの25:05 - 25:20に放送。
- なお、本作をもって『平成ノブシコブシのヨルオシ!』以来4年半・全211回にわたり続いたHTB深夜開拓魂枠は一旦終了。当番組を担当した大畑隼介プロデューサーは、最終回放送日にツイッターで当枠廃止を報告した[3]。